# 藤壶科
藤壶科（学名：Balanidae）是属于节肢动物门鞘甲纲无柄目的一种动物，尽管它们粗看上去不像动物。一般人们只看到一个白色的锥形，与一般地说鞘甲亚纲动物不同的是在成虫情况下它们不能移动。

## 生活环境

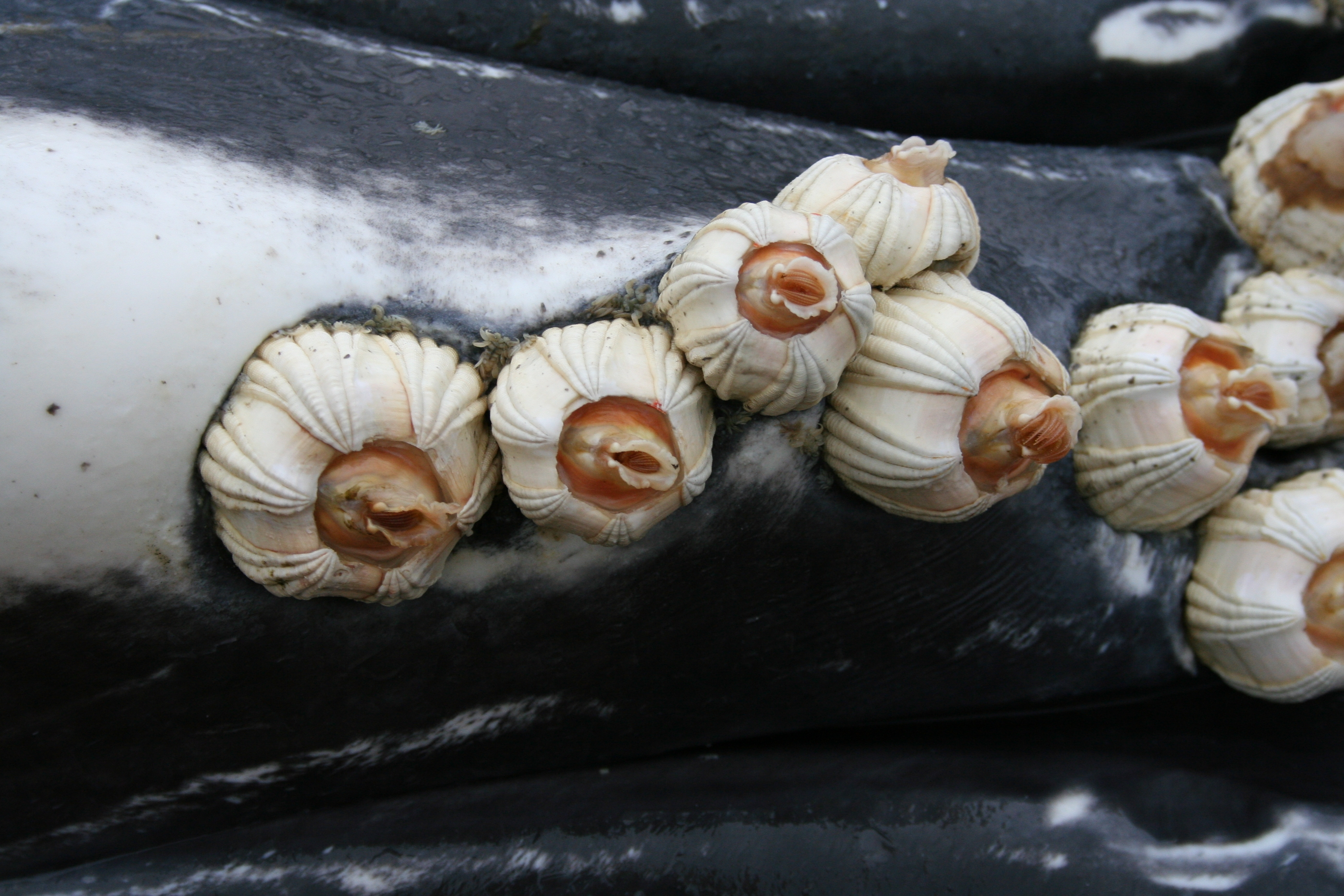
座头鲸喉咙下部寄生的藤壶，可见成年后生长出的贝壳已经嵌入鲸鱼身体。

在世界各地的海岸线上都可以看到藤壶科动物。它们常粘附在石崖上，以便接触更多的水流。有时甚至寄宿在蟹、贝壳、腹足纲动物上，海龟甚至是座头鲸身上。
藤壶还会寄生在船体上，因此船底常用有毒涂料或者是海洋生物的激素来防止藤壶附着。

## 形态

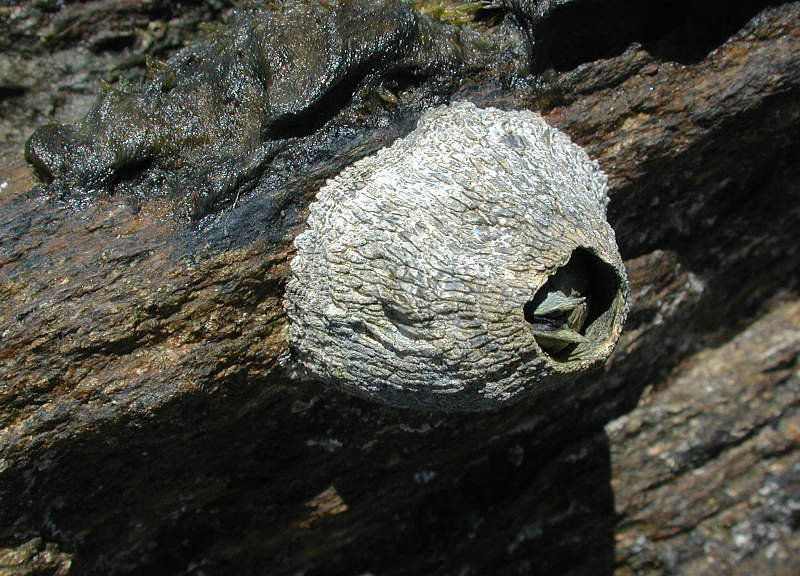
藤壶，2002年，昆士兰，澳大利亚

藤壶科动物柔软的肉体被六块小石灰板围绕，这些板一般白色到淡灰色，边缘往往粗糙不平。在石灰板组成的锥的开口处有两对可以把开口遮掩住的盖子。藤壶科动物使用它们来防止自己脱水。把盖子盖好后它们可以数日处于干燥的状况下，可以这样来承受水位的巨大波动。锥的下部有一块紧紧贴在基底上的石灰板。通过这个方式藤壶科可以不被海浪和潮汐带走。藤壶科的粘附力比最强的环氧树脂的粘附力还要强一个数量级。
藤壶科动物所有的枝节都是捕捉食物的触手。藤壶科动物的直径在1至1.5厘米之间。

## 食物
藤壶科动物的触手组成一个密集的篮子，水可以流过这个篮子。藤壶科动物把水里的微生物和其它有机物过滤出来作为食物。退潮后这个篮子被关上，涨潮后它们可以把这个篮子伸出去。

## 生殖和发育

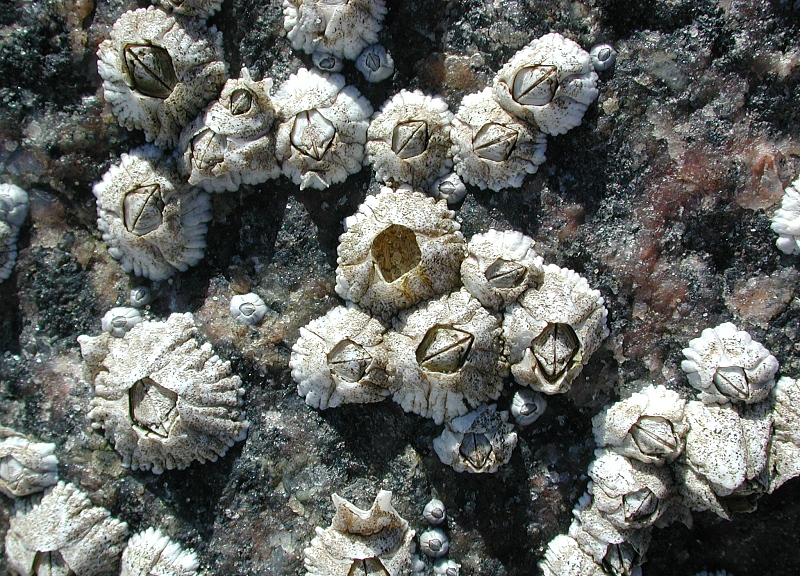
密集的生长使得繁殖容易

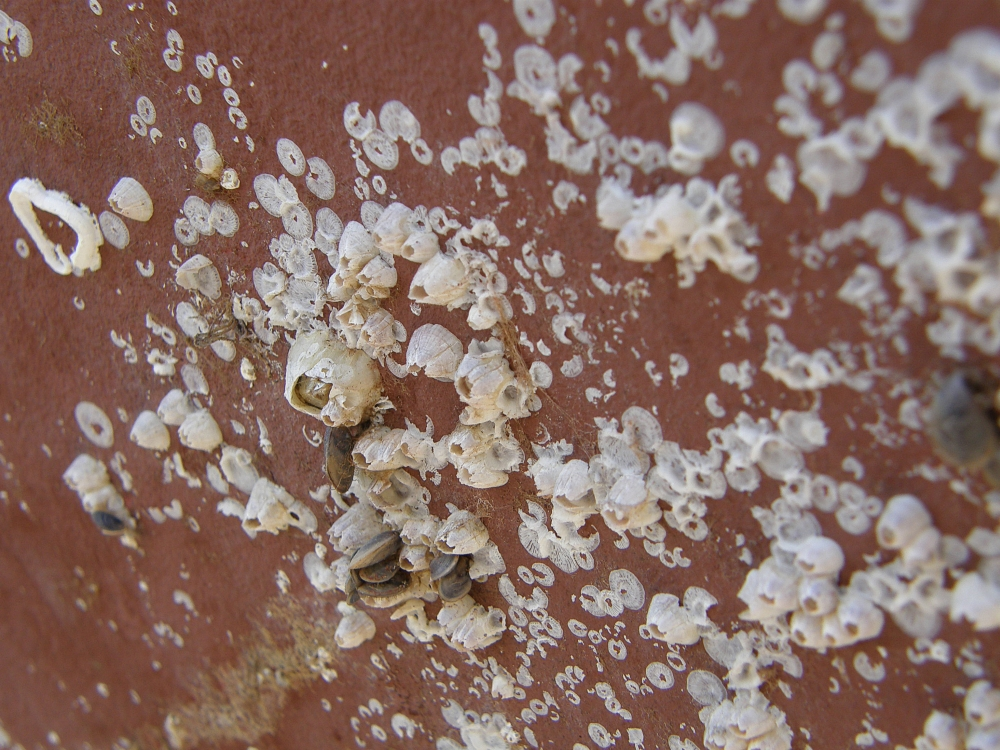
船体上的藤壶

藤壶科动物是雌雄間性的，它们可以相互受精。由于成虫无法运动交配的双方必须紧紧挨在一起。交配时它们的阴茎伸出，触摸周围，寻找其它藤壶。相对于它们自己的身长来说藤壶科动物的阴茎是动物界里最长的。
卵受精后留在壳内，幼虫孵化时就已经有一层小甲壳了，它们春天离开母虫，然后开始寻找它们将要定居的地方。它们总是在已经有许多藤壶的地方定居，这样它们可以与在那里的藤壶交配。定居时它们转过身来，把脊背牢牢地粘在基底上，然后它们多次在甲壳内蜕皮，长成成虫。它们成熟的速度根据水温和营养多少不同。

## 天敌
藤壶科的天敌有蟹、海膽、腹足纲动物等，在冬季紫滨鹬、蛎鹬和翻石鹬也会以它们为食。

## 属
- （已灭绝），Carriol，2001年[6]
- 纹藤壶属（Amphibalanus）Pitombo，2004年
- ，Newman，1982年[6]
- ，纽曼，1979年
- 藤壶属（Balanus，Da Costa，1778年
- （已灭绝），纽曼，1982年[6]
- 管藤壶属（Fistulobalanus，Zullo，1984年
- ，Buckridge，1983年[6]
- 巨藤壶属（Megabalanus，Hoek，1913年
- ，纽曼，1982年
- ，纽曼，1979年
- ，Zullo，1992年
- ，Pitombo，2004年
- （已灭绝），Conrad，1857年[6]
- ，Cornwall，1941年
- （已灭绝），Ross & 纽曼，1996年[6]
- （已灭绝），Carriol，2001年[6]